# Álvaro Trueba
Álvaro Trueba Diego (Santander, Cantábria, 10 de janeiro de 1993) é um ciclista profissional espanhol que milita nas fileiras do conjunto Atum General-Tavira-Maria Nova Hotel.

## Palmarés
- Ainda não tem conseguido nenhuma vitória como profissional